# HEAO-3
HEAO-3 (High Energy Astronomy Observatory, «Астрономическая обсерватория для регистрации излучения высокой энергии») — последняя из трёх орбитальных обсерваторий, запущенных НАСА для регистрации рентгеновского и гамма-излучения. Запущена 20 сентября 1979 года с космодрома на мысе Канаверал. Ракета-носитель «Атлас» с разгонным блоком «Центавр» вывели её на почти круговую околоземную орбиту с перигеем 486,4 километра и наклонением 43,6 градуса.
Масса аппарата составляла 2660 килограммов.
Космическая обсерватория была оборудована тремя научными приборами: гамма-спектрометром и двумя аппаратами для анализа космических лучей.
Гамма-спектрометр на «HEAO-3» показал линии, порожденные электронно-позитронной аннигиляцией с направления на галактический центр.